# ابوالمعالی
محمد بن نعمت بن عبیدالله (درگذشتهٔ بعد از ۴۸۵ ق/۱۰۹۲ م) ملقب به ابوالمعالی و یار خدای، فقیه و نویسنده کتاب بیان الادیان است. بیان الادیان یکی از قدیمی‌ترین تالیفاتی است که به زبان فارسی در ارتباط با ادیان و مذاهب گوناگون در پنج فصل نوشته شده‌است.

## آثار
بیان الأدیان، کتابی به زبان فارسی درباره فرقه‌ها و مذاهب اسلامی و پیش از اسلام است که او در سال ۴۸۵ ق/۱۰۹۲ م برای سید نصیر الدوله و زین المله مجیر الملک ابی الفتح المظفر بن قوام الملک نوشته‌است.